# Cork City Football Club
Cork City F.C. (Irlandês: Cumann Peile Chathair Chorcaigh) é um clube de futebol irlandês que joga no FAI Premier Division. Fundado e jogando a liga desde 1984 para continuar a longa tradição da Associação de Futebol de Cork, suas principais cores são verde e branco com vermelho. Foi um dos primeiros clubes da Irlanda a ter quase todo o elenco de jogadores profissionais e certamente foi o primeiro de Cork. Com o profissionalismo rondando o Turner's Cross Stadium, o número dos seus seguidores segue aumentando ano a ano.

## História

### Pré-1980
O atual Cork City não é o primeiro clube a jogar em Cork. Durante os anos 20, tiveram o Fordsons F.C, Cork Bohemians F.C, Cobh Ramblers F.C e Cork Celcitc F.C que jogavam na Munster Junior League e na Munster Senior League. 

Outro time de Cork também jogou na Liga Nacional Irlandesa, mas por apenas uma temporada (1938-39).
Em um time que tinha Owen Madden, Tom Davis e Jackie O'Driscoll, eles ganharam a Munster Senior Cup, em 1939. Este clube foi influenciado pelos clubes antigos de Cork, Fordsons F.C. e Cork F.C. e jogava no Estádio Mardike. Na temporada 1939-40, eles mudaram o seu nome para Cork United F.C e se tornaram o time mais bem sucedido da liga nos anos 40. Eles então viraram o Cork Athlétic F.C. até se dissolverem em 1958. Em seu lugar, nascia o Cork Hibernians F.C..

## Títulos
- Campeonato Irlandês: 1992–93, 2005, 2017
- Campeonato Irlandês (segunda divisão): 2011 e 2024
- FAI Cup: 1998, 2007, 2016, 2017
- Supercopa da Irlanda: 2016, 2017, 2018